# ラハティ (小惑星)
ラハティ (1498 Lahti) は小惑星帯に位置する小惑星。フィンランドの天文学者ユルィヨ・バイサラがトゥルクで発見した。
フィンランドの都市、ラハティに因んで命名された。